# 페스 파커
페스 파커(Fess Parker, 1924년 8월 16일 ~ 2010년 3월 18일)는 미국의 배우이다.
포트워스에서 태어났다.

## 출연 작품
- 지옥의 영웅들 (1962년)
- 올드 옐러 (1957년)
- 풍운아 데이비 크로켓 (1955년)
- 애욕과 전장 (1955년)
- 방사능 X (1954) - 앨런 크로티 역

### 텔레비전
- The Magical World of Disney (1954-56) - 데이비 크로켓 / 존 "독" 그레이슨 역